# Jorge Torreblanca
Jorge Edecio Torreblanca Droguett (1916 - 1994) fue un médico cirujano y político chileno de ascendencia inglesa, que se desempeñó como ministro de Salud Pública y Previsión Social entre julio de 1957 y septiembre de 1958; y en segunda oportunidad entre octubre y noviembre de ese último año, durante el segundo gobierno del presidente Carlos Ibáñez del Campo. Asimismo, ejerció como ministro de Minería de manera simultánea en el mismo gobierno.

## Familia
Nació en 1906, hijo de Corina Droguett Droguett y de Edecio Torreblanca White, profesor, funcionario y político radical y, luego liberal; que se desempeñó como subsecretario y ministro de Estado durante el primer gobierno de Carlos Ibáñez del Campo.
Se casó en dos ocasiones, primero con Blanca Grove Valenzuela, con quien tuvo dos hijas; Mónica de la Luz y Sonia de la Paz, y en segundas nupcias con Leonor Saavedra Lehman, sin descendencia con aquella.